# Richelieu (film)
Pour les articles homonymes, voir Richelieu.
Pour plus de détails, voir Fiche technique et Distribution.
Richelieu (titre original), ou Dissidente en France, est un film dramatique franco-québécois réalisé par Pier-Philippe Chevigny et sorti en 2023,.
Il met en vedette Ariane Castellanos et Marc-André Grondin, produit par Le Foyer Films en co-production avec TS Productions et JPL Films.
Le film a eu sa première internationale au Festival du film de Tribeca le 8 juin 2023,,, sa première européenne au Festival international du film de Karlovy Vary et sa première canadienne au Festival Fantasia.
Richelieu a été soutenu au Talent Project Market à la Berlinale et au Tiff Filmmaker Lab dans le cadre du Toronto International Film Festival en 2020.

## Synopsis
Nouvellement embauchée à titre d’interprète dans une usine employant des ouvriers guatémaltèques, une jeune femme entreprend avec ces derniers une résistance quotidienne pour lutter contre l'exploitation dont ils sont victimes.

## Fiche technique
Sauf indication contraire, les informations mentionnées dans cette section peuvent être confirmées par les bases de données cinématographiques IMDb et Allociné,  présentes dans la section « Liens externes ».
- Titre original : Richelieu
- Titre alternatif : Dissidente
- Réalisation : Pier-Philippe Chevigny
- Scénario : Pier-Philippe Chevigny
- Musique : Félicia Atkinson
- Décors : Yola Van Leeuwenkamp
- Costumes : Kelly-Anne Bonieux
- Photographie : Gabriel Brault Tardif
- Son : Johann Nallet et Charles Fréville
- Montage : Amélie Labrèche
- Production : Geneviève Gosselin-G.
- Sociétés de production : TS Productions et Les Alchimistes
- Société de distribution : Be For Films
- Pays de production :  Canada et  France
- Langues originales : français et espagnol
- Format : couleur - 1,33:1
- Genre : drame
- Durée : 89 minutes
- Dates de sortie :
  - États-Unis : 8 juin 2023 (première mondiale au Festival de Tribeca)[10]
  - République Tchèque : 2 juillet 2023 (première européenne au Festival international du film de Karlovy Vary)[11]
  - Canada : 4 août 2023 (première nationale au Festival FanTasia) ; 1er septembre 2023 (sortie limitée)
  - Canada : 1er septembre 2023 (sortie en salle au Québec)
  - France : 5 juin 2024

## Distribution
Sauf indication contraire, les informations mentionnées dans cette section peuvent être confirmées par les bases de données cinématographiques IMDb et Allociné,  présentes dans la section « Liens externes ».
- Ariane Castellanos : Ariane
- Marc-André Grondin : Stéphane
- Nelson Coronado : Manuel Morales
- Ève Duranceau : Michèle
- Gerardo Miranda : Maria
- Antonio Ortega : Guillermo
- Micheline Bernard : Nicole
- Luis Oliva : Juan
- María Mercedes Coroy : Maria
- Émile Schneider : Mathieu
- Hubert Proulx : Richard
- Marc Beaupré
- Christine Beaulieu

## Inspiration
Le film s'inspire du programme fédéral créé à la fin des années 1980, le Programme des travailleurs étrangers temporaires (PTET) qui permet aux employeurs de certains secteurs de pourvoir aux pénuries de main-d’œuvre par l’embauche de travailleurs migrants peu spécialisés. Le réalisateur souhaite dénoncer la réalité des travailleurs agricoles temporaires au Canada. 

« On a un mode de vie qui est rendu possible grâce à cette forme d'exploitation, observe-t-il. Notre panier d’épicerie ne coûte pas cher à cause de cela. Mais on doit se poser des questions. Si on arrive à faire notre épicerie à ce prix-là, c’est probablement parce que des travailleurs souffrent en bas de la chaîne de production.» »

## Distinctions

### Récompenses
- Festival international de films Fantasia 2023 : Prix du public Bronze, Meilleur film québécois[13]
- Les Percéides 2023 : grand prix du jury[14]
- Festival international du Film de Calgary 2023 : Prix du jury pour meilleur premier rôle – Ariane Castellanos
- Festival international du film francophone de Namur 2023 : Bayard d'Or de la meilleure première oeuvre[15]
- Festival International du Film de Saint-Jean-de-Luz 2023 : Prix de la meilleure interprétation féminine (Ariane Catellanos), Prix du public et Grand prix du Jury[15]
- Festival international du film d'Athènes 2023 : Prix de la critique grecque et Prix du public[15]
- Alexandria Film Festival, Washington, 2023 : Meilleur film en langue étrangère[16]
- Milton Film Festival 2024 : Prix du public Meilleur film[17]
- Festival international du premier film d'Annonay 2024 : Prix du public et Prix du jury lycéen[18]
- Festival du film Canadien de Dieppe 2024 : Prix du public TV5 Monde[19]
- 26e gala Québec Cinéma 2024 : prix Iris de la révélation de l'année – Ariane Castellanos, Iris de la meilleure interprétation masculine dans un rôle de soutien – Marc-André Grondin, Iris de la meilleure interprétation dans un premier rôle féminin – Ariane Castellanos[20]